# Wassili Wassiljewitsch Kusnezow

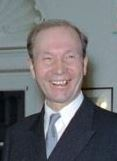
Wassili Kusnezow (1963)

Wassili Wassiljewitsch Kusnezow (russisch Васи́лий Васи́льевич Кузнецо́в; * 31. Januarjul. / 13. Februar 1901greg. in Sofilowka, Gouvernement Kostroma; † 5. Juni 1990 in Moskau) war ein sowjetischer Politiker, Stellvertretender Vorsitzender des Obersten Sowjets der UdSSR  und damit Interimsstaatsoberhaupt der UdSSR von 1982 bis 1983 sowie noch einmal im Jahre 1984 und ein drittes Mal im Jahre 1985.
Kusnezow trat im Mai 1927 der Kommunistischen Partei der Sowjetunion bei. Er studierte Ingenieurwissenschaften, unterbrach dieses Studium jedoch für einen zweijährigen Aufenthalt in den Vereinigten Staaten in den Jahren 1931 bis 1933.
Innerhalb der sowjetischen Regierung sowie der KPdSU hatte Kusnezow ab 1940 eine Reihe von Positionen inne. Vom 12. März 1946 bis zum 12. März 1950 war er Vorsitzender des Rates der Nationalitäten. 1955 wurde er Erster Stellvertretender Minister für auswärtige Angelegenheiten. Am 7. Oktober 1977 wurde er zum Ersten stellvertretenden Vorsitzenden des Obersten Sowjets der UdSSR gewählt, eine Position, die er bis zum 18. Juni 1986 innehatte. Jeweils nach dem Tod von Leonid Breschnew (1982), Juri Andropow (1984) und Konstantin Tschernenko (1985) wurde er Interimsvorsitzender des Obersten Sowjets – und damit Staatsoberhaupt der UdSSR. In der Zeit von seinem 82. bis zu seinem 85. Lebensjahr hatte er diese Position dreimal inne und ist daher das bislang älteste sowjetische oder russische Staatsoberhaupt. Von 1977 bis 1986 war Kusnezow Kandidat des Politbüros des ZK der KPdSU.
1986 beendete er seine politische Laufbahn. Er starb am 5. Juni 1990 in Moskau und wurde auf dem Nowodewitschi-Friedhof beerdigt.